# بلاسينفلو
بلاسينفلو (بالإنجليزية: Blasenflue)‏ هو أحد جبال سلسلة جبال الألب إيمينتال ويقع في كانتون برن في سويسرا. يحتل المرتبة رقم 438 في قائمة جبال سويسرا من حيث الارتفاع، إذ يبلغ ارتفاعه حوالي 1118 متر، بينما يبلغ ارتفاع نتوء الجبل 413 متر.